# Wohnout
Wohnout is een Tsjechische band uit Praag en omgeving. De band is in 1996 ontstaan, maar het duurde tot 1998 (ze speelden in dat jaar onder andere in het voorprogramma van The Offspring bij hun concert in Praag) voordat de band bekendheid kreeg.

## Bandleden

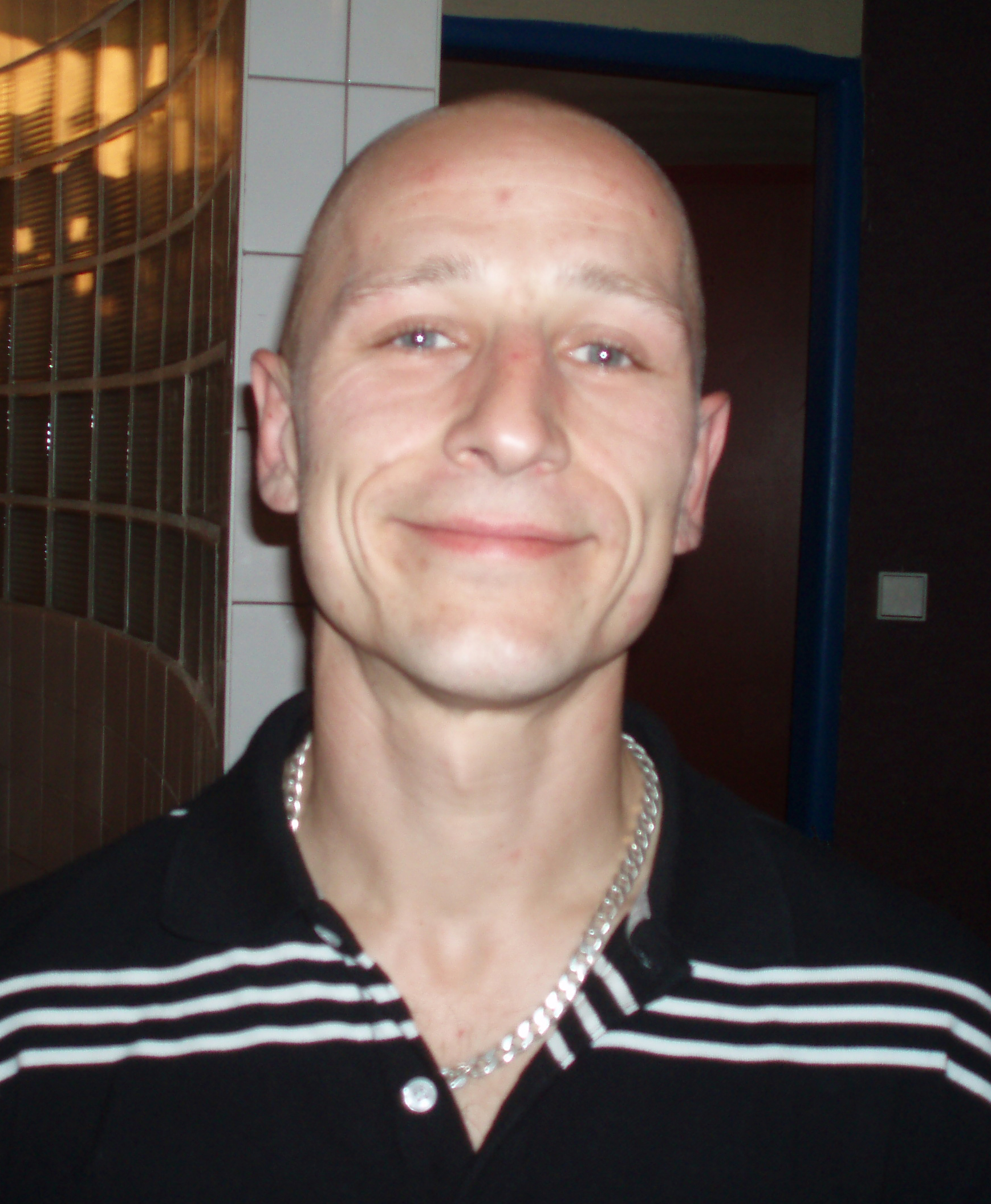
Matěj Homola – zang en gitaar
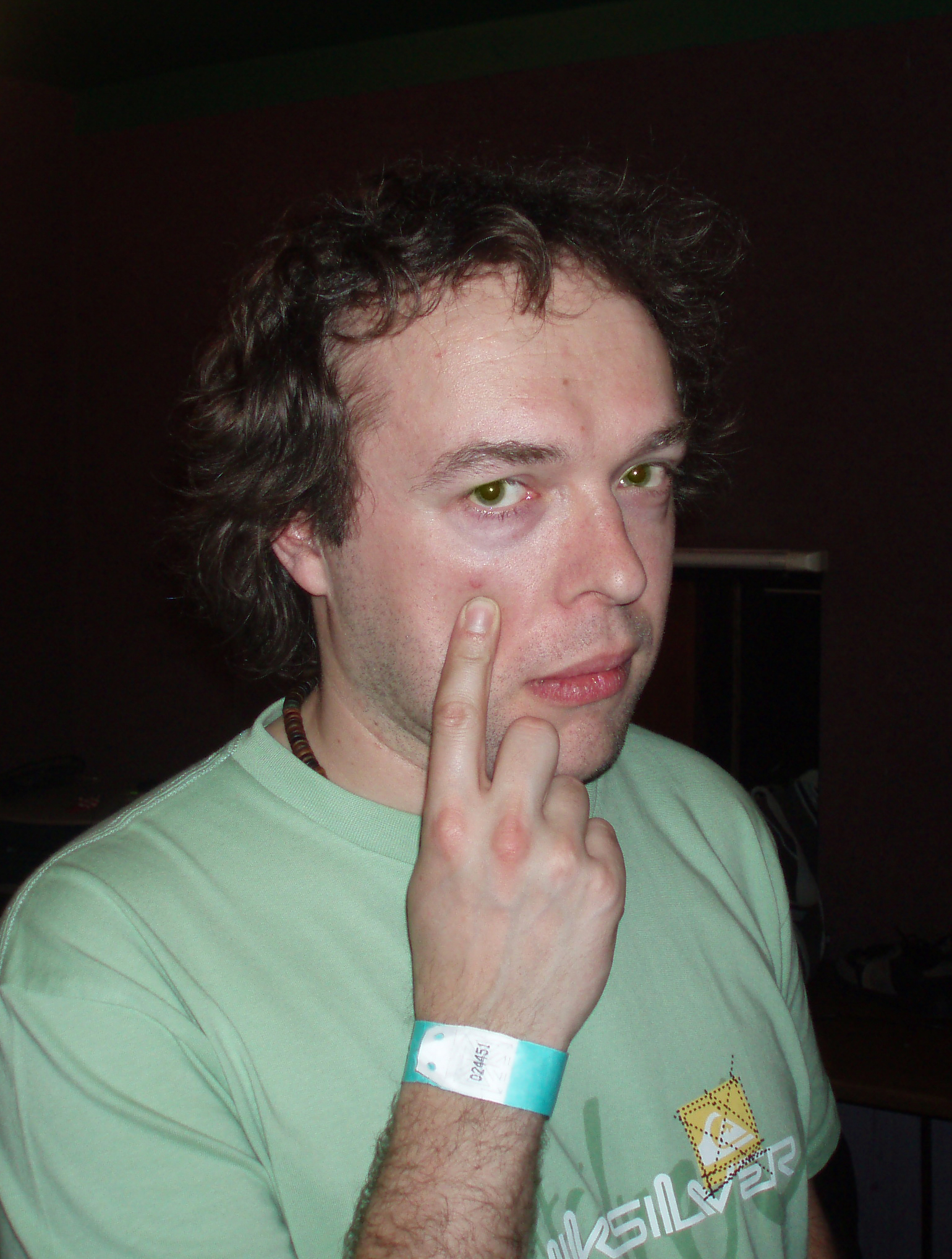
Zdeněk 'Fenek' Steiner – drums
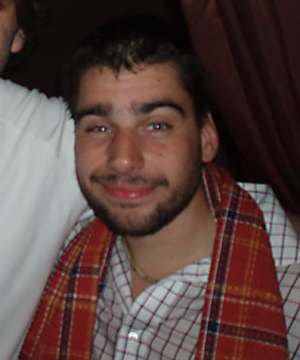
Jiří Zemánek – basgitaar en zang
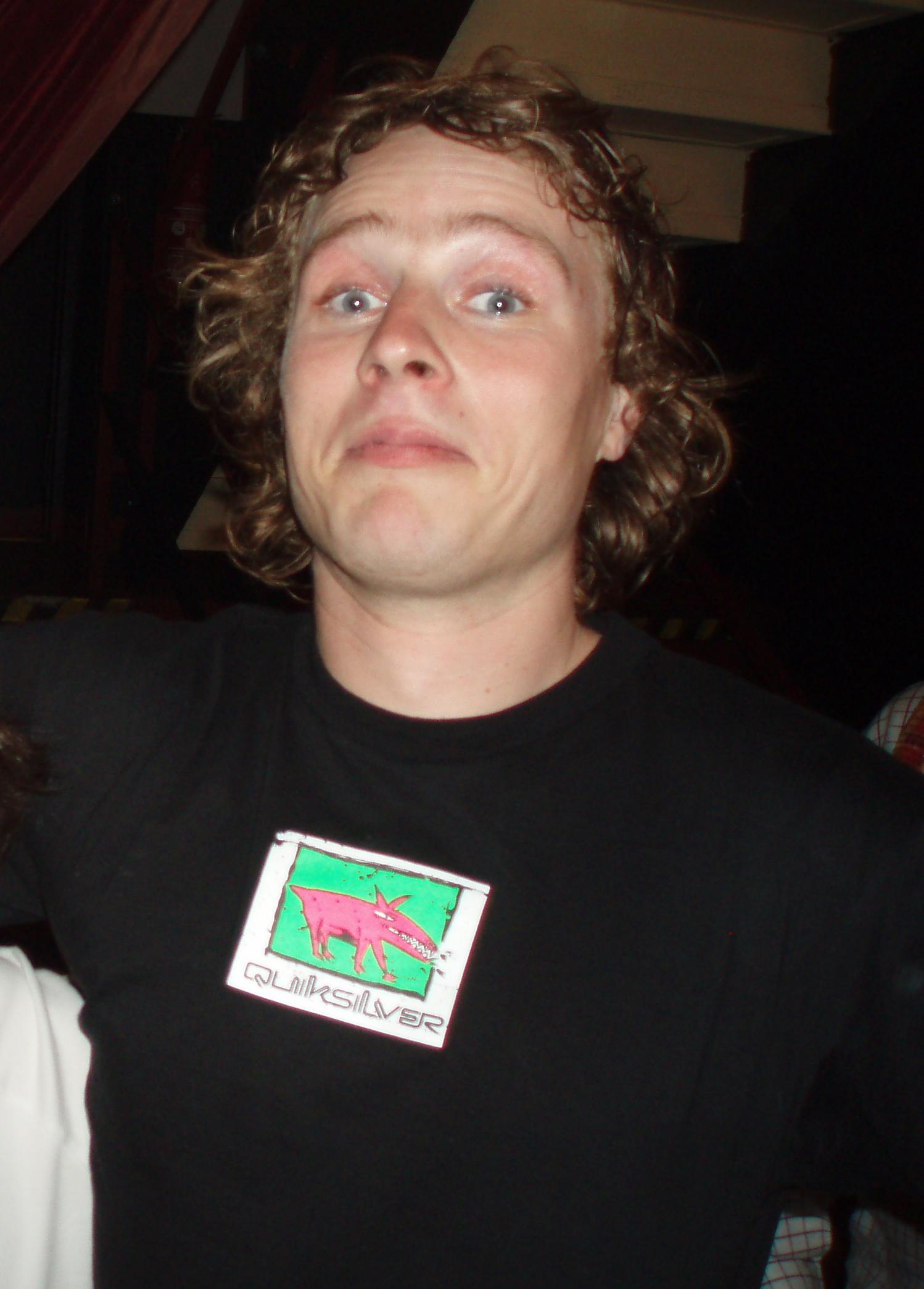
Jan Homola – gitaar en zang

## Discografie

### Studioalbums
- 1999 – Cundalla
- 2000 – Zlý noty na večeři
- 2002 – Pedro se vrací
- 2004 – Rande s panem Bendou
- 2006 – Polib si dědu
- 2009 – Karton veverek
- 2011 – Našim klientům
- 2014 – Laskonky a kremrole
- 2016 – Sladkých dvacet na Vyžlovce

### Compilatiealbum
- 2005 – Nevydáno

### Livealbum
- 2007 – Živáček
- 2010 – 2CD Best Of

### Dvd
- 2008 – DVD Ahoj dědo, aneb co čekáte, nás zatím nečeká